# 杰安迪
杰安迪（外文名：Andrew Jacobs ），美国人，《纽约时报》北京分社記者。新闻报道涉及中国敏感话题，在2015年底離開中國。

## 生平
杰安迪出生于新泽西州的纽瓦克，他的父亲马丁·雅各布斯是肾病医师，他的母亲是芭芭拉·雅各布斯。杰安迪有两个兄妹。杰安迪成长在南橙（South Orange）相邻的郊区，他毕业于哥伦比亚高中，并就读于纽约大学。
1985年杰安迪第一次来中国。1988-1989年间，在湖北大学当了一年英语老师。1998年杰安迪进入《纽约时报》工作。2008年被派驻北京，2015年離開中國。